# Фещенко Віталій Георгійович
Віта́лій Гео́ргійович Фе́щенко (народився 31 липня 1976) — солдат Міністерства внутрішніх справ України.

## З життєпису
Міліціонер батальйону «Дніпро-1» ГУМВС України в Дніпропетровській області.
На виборах до Дніпропетровської обласної ради 2015 року балотувався від партії «Блок Петра Порошенка „Солідарність“». На час виборів проживав у Дніпропетровську, був командиром першого штурмового взводу батальйону «Дніпро-1».

## Нагороди
21 жовтня 2014 року — за особисту мужність і героїзм, виявлені у захисті державного суверенітету та територіальної цілісності України, вірність військовій присязі під час російсько-української війни, відзначений — нагороджений орденом «За мужність» III ступеня.